# Jean-Louis Balsa
Pour les articles homonymes, voir Balsa (homonymie).
Jean-Louis Balsa, né le 17 mars 1957 à Nice, est un prélat catholique français, archevêque d'Albi depuis août 2023 après avoir été évêque de Viviers de 2015 à cette date.
Il est membre du Conseil pour les relations interreligieuses et les nouveaux courants religieux de la Conférence des évêques de France.

## Biographie
Après avoir effectué un cycle de philosophie à Nice, Jean-Louis Balsa poursuit ses études aux séminaire des Carmes de Paris et obtient une maîtrise de théologie de l'Institut catholique de Paris.
Il est ordonné prêtre le 9 septembre 1984 pour le diocèse de Nice, et est nommé en 1985, aumônier des collèges et lycées de Cannes, puis en 1991, curé de Valbonne, Biot et Sophia Antipolis jusqu'en 2001, date à laquelle il est nommé vicaire épiscopal pour la pastorale des jeunes. Entre 2002 et 2007 il est aussi directeur des études au séminaire de Laghet et professeur de théologie trinitaire. De 2007 à 2009, il remplit la charge de secrétaire général du synode diocésain et est nommé ensuite vicaire général par Louis Sankalé.
Entre 2013 et 2014, il est délégué général du diocèse auprès de Guy Thomazeau nommé administrateur apostolique par le pape, à la suite de la démission de Sankalé en août 2013. Il redevient vicaire général auprès de André Marceau de 2014 à 2015.

### Évêque
Il est nommé évêque de Viviers le 22 mai 2015 par le pape François en succession de François Blondel, atteint par la limite d'âge. Il est consacré évêque le 12 septembre 2015 à Viviers, par le cardinal Philippe Barbarin, archevêque de Lyon, assisté de François Blondel, son prédécesseur et d'André Marceau, évêque de Nice.
Le 18 août 2023, le pape François, le nomme archevêque d'Albi,,. La messe d'installation s'est déroulée en la cathédrale Sainte-Cécile d'Albi le 17 septembre 2023, elle est présidée par l'archevêque métropolitain de Toulouse, Guy de Kérimel. Sont également présents Celestino Migliore, nonce apostolique en France ainsi que le cardinal Cristóbal López Romero, archevêque de Rabat.